# اس‌ام یو-۳۹

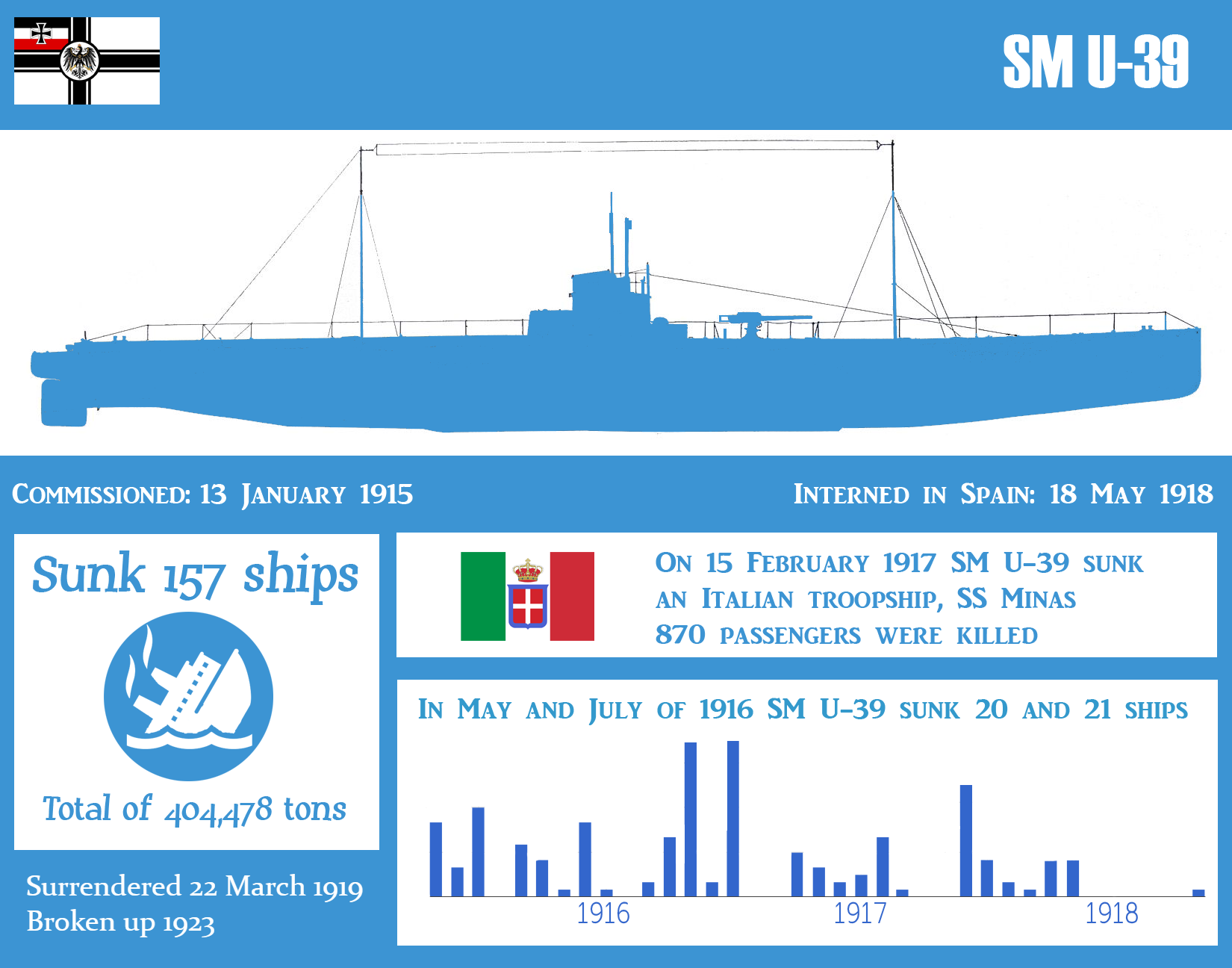
اس‌ام یو-۳۹

اس‌ام یو-۳۹ (به انگلیسی: SM U-39) یک زیردریایی بود که طول آن ۶۴٫۷۰ متر (۲۱۲٫۳ فوت) بود. این زیردریایی در سال ۱۹۱۴ ساخته شد.